# Conchocarpus marginatus
Conchocarpus marginatus är en vinruteväxtart som först beskrevs av Carlos Toledo Rizzini, och fick sitt nu gällande namn av J. A. Kallunki & J. R. Pirani. Conchocarpus marginatus ingår i släktet Conchocarpus och familjen vinruteväxter. Inga underarter finns listade i Catalogue of Life.